# Lim Boon Heng

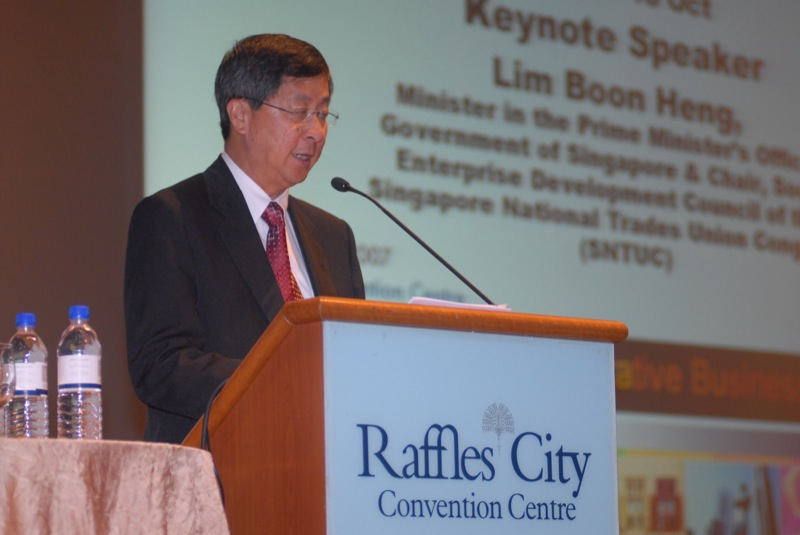
Lim Boon Heng

Lim Boon Heng (vereinfachtes Chinesisch: 林文兴; traditionelles Chinesisch: 林文興; Pinyin: Lín Wén Xīng, geboren am 18. November 1947) ist ein ehemaliger singapurischer Politiker, der derzeit Vorsitzender von Temasek Holdings ist. Lim ist außerdem Vorsitzender der NTUC Enterprise Co-operative und stellvertretender Vorsitzender der Singapore Labour Foundation. Als Mitglied der regierenden Volkspartei war er von 1980 bis 2011 Mitglied des Parlaments und von 2001 bis 2011 als Minister im Amt des Premierministers im Kabinett tätig. Zuvor war er Vorsitzender der People’s Action Party (PAP), Generalsekretär des Nationalen Gewerkschaftskongresses (NTUC) und stellvertretender Vorsitzender der People’s Association.

## Frühen Lebensjahren
Lim wuchs in einer kleinen Farm in Punggol, Singapur, auf. Er studierte an der Montfort Junior School (1955–1960) und der Montfort Secondary School (1961–1966). Im Jahr 1967 erhielt Lim ein Colombo-Plan-Stipendium für das Studium der Marinearchitektur an der University of Newcastle upon Tyne. Nach seinem Abschluss im Jahr 1970 wechselte er als Marinearchitekt zu Neptune Orient Lines (NOL). 1971 erhielt er ein einjähriges NORAD-Stipendium (norwegisch) für die praktische Ausbildung in Oslo, das zu einem Diplom in internationaler Schiffsinspektion führte. Lim wurde zweimal nach Übersee entsandt, um den Bau der neuen Schiffe von NOL zu überwachen – Dänemark (1972–1974) und Japan (1976–1977). 1978 wurde er zum Manager of Corporate Planning befördert, während er gleichzeitig den Posten des Managers of Liner Services innehatte.

## Politik
Lim trat 1980 in die Politik ein, nachdem er von Goh Chok Tong angesprochen wurde, der zuvor mit ihm in NOL zusammengearbeitet hatte. Lim wurde von Kebun Baru (1980–1991) zum Parlamentsmitglied gewählt. Lim führte das Konzept der Stadträte 1984 ein und wurde 1986 Vorsitzender des ersten Stadtrats in Ang Mo Kio West. Er war Abgeordneter für die Ulu Pandan (1991–2001) und Jurong (Jurong Central) (2001–2011). Lim war Vorsitzender des Government Parliamentary Committee (GPC) für Arbeit (1987–1991) und stellvertretender Parlamentspräsident (1989–1991).
Lim trat zum ersten Mal in das Kabinett ein, als er im Oktober 1993 zum Minister ohne Geschäftsbereich ernannt wurde (später umbenannt in Minister im Amt des Premierministers). Bevor er in das Kabinett berufen wurde, wurde er 1991 zum Obersten Staatsminister des Ministeriums für Handel und Industrie und 1993 zum Zweiten Minister ernannt. 1996 war er Schatzmeister des PAP-Zentralvorstandes und wurde später der Vorsitzende des PAP Central Executive Committee im Jahr 2004. Im Jahr 2007 wurde Lim zum Vorsitzenden des Ministerkomitees für Altern ernannt, um Fragen im Zusammenhang mit Singapurs rasch alternder Bevölkerung zu überwachen.
Nachdem Lim 2011 aus der Politik ausgeschieden war, wechselte er im Juni 2012 als Director zu Temasek Holding. Im Juli 2013 gab die Investmentgesellschaft ihre Ernennung zum Vorsitzenden bekannt, um den damaligen scheidenden Vorsitzenden S. Dhanabalan zu ersetzen.